# Francesco Macdonald
Francesco Macdonald (Pescara, 19 febbraio 1777 – Firenze, 28 agosto 1837) è stato un generale e politico italiano, ministro della guerra del Regno di Napoli di Gioacchino Murat.

## Biografia

### Esordi
Allievo della Scuola Militare della Nunziatella fra il 1787 e il 1793, ne uscì per partecipare, appena sedicenne, al corpo di spedizione napoletano inviato da Ferdinando IV, in appoggio al contingente britannico, alla difesa di Tolone assediata (18 settembre - 18 dicembre 1793).

### Carriera nell'esercito francese
Passò, in circostanze non chiarissime, al servizio dell'esercito francese, che seguì alla campagna d'Italia del 1798 e alla conquista del Regno di Napoli del 1806, agli ordini del generale francese Andrea Massena. Nel 1814 venne nominato ministro della guerra dal Re di Napoli, Gioacchino Murat.

### La fine del Regno di Napoli
Mantenne tale carica nel corso dell'intera guerra austro-napoletana: dopo la dura sconfitta impartita dall'esercito austriaco nella battaglia di Tolentino, mentre Gioacchino Murat aveva posto il proprio quartier generale a Teano, Macdonald raccolse a Napoli nuovi rinforzi che condusse verso la linea del Garigliano. Qui respinse le avanguardie austriache e venne fatto ripiegare sulla linea del Volturno, poco sopra la grande fortezza di Capua. Nel corso del ripiegamento, la notte del 16 maggio 1815, nei pressi di Mignano venne sorpreso da un'incursione del futuro tenente-feldmaresciallo Costantino d'Aspre, lasciando prigionieri gran parte dei suoi forse 6 000 napoletani.
La campagna si concluse il 19 maggio, con l'imbarco di Gioacchino Murat per la Corsica: il 2 giugno gli austriaci poterono far rientrare a Napoli, manu militari, Ferdinando IV di Borbone.

### Esito
Il successivo 13 ottobre la parabola di Gioacchino Murat si concluse con la sua fucilazione a Pizzo Calabro, dov'era sbarcato il 5 ottobre precedente.
Macdonald continuò a godere della fiducia della di lui vedova, Carolina Bonaparte, sorella dell'ex-Imperatore, tanto da sposarla (ma non si hanno notizie certe), attorno al 1830. Morì nel 1837 a Firenze, nel Palazzo Annalena, due anni prima della moglie Carolina.